# 童慶炳
童慶炳（1936年12月27日—2015年6月14日），福建连城人，中國文學理論家，曾任北京師範大學文學院教授，培養了大批中國當代作家和文學理論界學者。著有《文學理論》、《文藝心理學教程》等。曾指导刘晓波的博士学业，曾指导莫言的硕士论文。

## 生平
1936年12月27日生。1958年本科毕业于北京师范大学中文系，并留校任助教。后为北京师范大学教授、博士生导师。1979—1983年为北师大中文系副系主任。

## 著作
著有《文學理論》、《文藝心理學教程》、《朴：童庆炳口述自传》等。

## 知名弟子
- 劉曉波[2]：作家、持不同政見者、2010年諾貝爾和平獎得主
- 莫言[3]：作家、2012年諾貝爾文學獎得主
- 余華、刘震云、迟子建、毕淑敏、嚴歌苓（作家）、王一川（文學評論家、理論家）